# Stekelharingen
Stekelharingen (Denticipitidae) zijn een familie van straalvinnige vissen uit de orde Clupeiformes (Haringachtigen) en de onderorde Denticipitoidei.  

## Geslacht
- Denticeps Clausen, 1959